# Хейманс, Корней
Корне́й Жан Франсуа́ Хе́йманс (фр. Corneille Jean François Heymans; 28 марта 1892, Гент, — 18 июля 1968, Кнокке-Хейст) — бельгийский физиолог, лауреат Нобелевской премии по физиологии и медицине в 1938 году «за открытие роли синусного и аортального механизмов в регуляции дыхания».

## Биография
Родился в семье профессора медицины Жана-Франсуа Хейманса, который впоследствии стал ректором Гентского университета. Окончил иезуитский колледж и Гентский университет. В 1920 году получил докторскую степень. С 1922 года преподавал фармакодинамику в Гентском университете, с 1930 года — профессор, возглавил Департамент фармакологии, фармакодинамики и токсикологии.
В 1970 году в честь Хейманса назван кратер на Луне.
Изображён на бельгийской почтовой марке 1987 года.